# Hypsosinga alberta
Hypsosinga alberta är en spindelart som beskrevs av Levi 1972. Hypsosinga alberta ingår i släktet Hypsosinga och familjen hjulspindlar. Inga underarter finns listade i Catalogue of Life.